# Mark Donovan
Mark Donovan (Penrith, 3 aprile 1999) è un ciclista su strada britannico che corre per la Q36.5 Pro Cycling Team.

## Palmarès

### Strada
- 2017 (Juniores)

Classifica generale Aubel-Thimister-La Gleize
3ª tappa Giro di Basilicata (Sasso di Castalda > Viggianello)
Classifica generale Giro di Basilicata
- 2018 (Team Wiggins, una vittoria)

2ª tappa Giro della Valle d'Aosta (Tavagnasco > Quassolo)
- 2023 (Q36.5 Pro Cycling Team, una vittoria)

Classifica generale Sibiu Cycling Tour

#### Altri successi
- 2017 (Juniores)

Classifica scalatori Internationale Juniorendriedaagse
2ª tappa, 1ª semitappa Aubel-Thimister-La Gleize (Thimister, cronosquadre)
Classifica a punti Giro di Basilicata

### Ciclocross
- 2015-2016

Campionati britannici, Prova Juniores

## Piazzamenti

### Grandi Giri
- Giro d'Italia

2025: 55º
- Tour de France

2021: 45º
- Vuelta a España

2020: 48º
2022: non partito (8ª tappa)

### Classiche monumento
- Milano-Sanremo

2023: 70º
2025: 105º
- Liegi-Bastogne-Liegi

2020: 80º
2021: 38º
2022: 104º
2025: ritirato
- Giro di Lombardia

2021: 89º
2022: 71º
2023: 72º

### Competizioni mondiali
- Campionati mondiali

Bergen 2017 - In linea Junior: 46º
Innsbruck 2018 - In linea Under-23: 26º